# 田健治郎
田健治郎（日语：／ Den Kenjirō ?，1855年3月25日—1930年11月16日），字子勤，號讓山，山陰道丹波國冰上郡下小倉村（今兵庫縣丹波市柏原町下小倉）人，日本文官，遞信大臣、臺灣總督、農商務大臣兼司法大臣。

## 生平
早年任警務官僚，1890年受遞信大臣後藤象二郎賞識，入遞信省任職。歷任通信局長、遞信次官、鉄道会議幹事。1895年日本內閣成立臺灣事務局時，即為交通部門的代表委員，開始與臺灣有了淵源。1901年當選眾議院議員，並連任一次。後又一度回任遞信次官。1906年敕選為貴族院議員，翌年封男爵。1916年至1918年，在寺內正毅內閣中擔任遞信大臣。

### 臺灣總督
1919年10月29日成為台灣第一任文官總督。田健治郎任內的治台方針為內地延長主義，即是同化政策。標榜「內台融合」、「一視同仁」、「同化政策」，欲讓台灣人如日本人一般效忠天皇。任內完成許多改革，如：地方制度將西部十廳為五州（外加花蓮與澎湖二廳），州下設市與郡、郡下設街、庄，授警察權與郡守，於州市街庄社諮問機關；以「法三號」取代「三一法」為統治之根本大法，並設府評議會作為總督府的最高資問機關，諮問事項不限於律令案更涉及一般重要政策。他還推動包括各項行政改革、擴大公共教育系統、減少警察對地方行政的參與，既定目標是台灣民眾最終在日本本土享有與內地人相同的政治權利，將台灣人將融入正常的日本社會。其任內政蹟還包括廢止笞刑、廢止小學教師佩戴武士刀、通過日台共學制度、台日通婚制、任用八田與一工程師修建嘉南大圳、促成當時皇太子裕仁來臺之巡禮儀式等。
1923年9月辭總督職，因關東大地震而返日轉任日本農商務大臣兼司法大臣。1926年任樞密顧問官。
昭和5年（1930年），於東京市玉川村（現在東京都世田谷区）上野毛自宅（万象閣）昏倒，因腦出血及肺炎死亡。葬於多磨靈園。